# Pascual Pacheco (político peruano)
Pascual Pacheco fue un político peruano. 
Fue diputado suplente de la República del Perú por la provincia de Quispicanchi en 1829 durante el primer gobierno del Mariscal Agustín Gamarra. 